# Ashland City
Ashland City è un comune degli Stati Uniti d'America, situato nello Stato del Tennessee, nella Contea di Cheatham, della quale è il capoluogo.